# 帕氏叉丝壳
帕氏叉丝壳（学名：Microsphaera palczewskii）是属于白粉菌目白粉菌科叉丝壳属的一种真菌，寄生在锦鸡儿属植物上。该种分布于中国、俄罗斯。